# FC Ružinov Bratislava
FC Ružinov Bratislava (celým názvem: Football Club Ružinov Bratislava; maďarsky: Labdarúgásklub Pozsony-Főrév) je slovenský fotbalový klub, který sídlí v bratislavské městské části Ružinov.
Založen byl v roce 1919 pod názvem ŠK Kabel Bratislava. V socialistické éře si klub prošel různými názvy, např.: Kablo nebo Spartak Kablo. Název Kablo klubu zůstal s menšími změnami až do roku 2000, kdy byl přejmenován na ŠK Ružinov. V roce 2002 byly do klubu sloučeny družstva VTJ Žižka Malacky, který byl po profesionalizaci slovenské armády zrušen. S tím souvisela i kosmetická změna názvu na ŠK VTJ Ružinov. V roce 2016 bylo A-mužstvo odhlášeno ze čtvrté ligy. Pro sezónu 2016/17 nebylo obnoveno a klub se tak zaměřil pouze na mládežnická družstva.
Své domácí zápasy odehrává v areálu na Sklenárovej ulici.

## Historické názvy
Zdroj:
- 1919 – ŠK Kabel Bratislava (Športový klub Kabel Bratislava)
- TJ Kablo Bratislava (Telovýchovná jednota Kablo Bratislava)
- TJ Spartak Kablo Bratislava (Telovýchovná jednota Spartak Kablo Bratislava)
- 199? – ŠK Kablo Bratislava (Športový klub Kablo Bratislava)
- 2000 – ŠK Ružinov (Športový klub Ružinov)
- 2002 – fúze s VTJ Žižka Malacky ⇒ ŠK VTJ Ružinov (Športový klub Vojenská telovýchovná jednota Ružinov)
- 200? – FC Ružinov Bratislava (Football Club Ružinov Bratislava)

## Umístění v jednotlivých sezonách
Stručný přehled
Zdroj:
- 1963–1964: I. B trieda ZsFZ – sk. Jih
- 1967–1969: I. A trieda ZsFZ – sk. Jih
- 1969–1974: Krajský přebor – sk. Bratislava
- 1974–1977: I. A trieda BFZ
- 1977–1978: Divize E
- 1978–1980: Divize – sk. Západ
- 1980–1981: Krajský přebor – sk. Bratislava
- 1981–1983: I. trieda BFZ
- 1983–1984: Divize – sk. Západ (Bratislava)
- 1986–1987: I. trieda BFZ
- 1991–1993: Divize – sk. Bratislava
- 1996–1997: 4. liga BFZ – sk. A
- 1997–1998: 5. liga OFZ B-M
- 1998–2002: 4. liga BFZ – sk. A
- 2002–2004: 3. liga – sk. Bratislava
- 2010–2011: 3. liga BFZ
- 2011–2014: Majstrovstvá regiónu BFZ
- 2014–2015: 4. liga BFZ – sk. A
- 2015–2016: 4. liga BFZ

Jednotlivé ročníky
Zdroj:
Legenda: Z – zápasy, V – výhry, R – remízy, P – porážky, VG – vstřelené góly, OG – obdržené góly, +/− – rozdíl skóre, B – body, červené podbarvení – sestup, zelené podbarvení – postup, fialové podbarvení – reorganizace, změna skupiny či soutěže
| Československo (1963–1993) |                                 |        |                                                             |                                                             |                                                             |                                                             |                                                             |                                                             |                                                             |                                                             |        |
| Sezóny                     | Liga                            | Úroveň | Z                                                           | V                                                           | R                                                           | P                                                           | VG                                                          | OG                                                          | +/−                                                         | B                                                           | Pozice |
| 1963/64                    | I. B trieda ZsFZ – sk. Jih      | 5      | …                                                           | …                                                           | …                                                           | …                                                           | …                                                           | …                                                           | …                                                           | …                                                           |        |
| …                          |                                 |        |                                                             |                                                             |                                                             |                                                             |                                                             |                                                             |                                                             |                                                             |        |
| 1967/68                    | I. A trieda ZsFZ – sk. Jih      | 5      | 26                                                          | 9                                                           | 7                                                           | 10                                                          | 51                                                          | 47                                                          | +4                                                          | 25                                                          | 8.     |
| 1968/69                    | I. A trieda ZsFZ – sk. Jih      | 5      | 26                                                          | 11                                                          | 5                                                           | 10                                                          | 46                                                          | 46                                                          | 0                                                           | 27                                                          | 6.     |
| 1969/70                    | Krajský přebor – sk. Bratislava | 5      | 23                                                          | 9                                                           | 6                                                           | 8                                                           | 31                                                          | 30                                                          | +1                                                          | 24                                                          | 6.     |
| 1970/71                    | Krajský přebor – sk. Bratislava | 5      | 25                                                          | 7                                                           | 7                                                           | 11                                                          | 30                                                          | 44                                                          | −14                                                         | 21                                                          | 9.     |
| 1971/72                    | Krajský přebor – sk. Bratislava | 5      | 25                                                          | 7                                                           | 9                                                           | 9                                                           | 31                                                          | 37                                                          | −6                                                          | 23                                                          | 9.     |
| 1972/73                    | Krajský přebor – sk. Bratislava | 5      | 21                                                          | 8                                                           | 3                                                           | 10                                                          | 26                                                          | 33                                                          | −7                                                          | 19                                                          | 11.    |
| 1973/74                    | Krajský přebor – sk. Bratislava | 5      | 23                                                          | 7                                                           | 4                                                           | 12                                                          | 25                                                          | 30                                                          | −5                                                          | 18                                                          | 13.    |
| 1974/75                    | I. A trieda BFZ                 | 6      | 25                                                          | 15                                                          | 3                                                           | 7                                                           | 46                                                          | 25                                                          | +21                                                         | 33                                                          | 3.     |
| 1975/76                    | I. A trieda BFZ                 | 6      | …                                                           | …                                                           | …                                                           | …                                                           | …                                                           | …                                                           | …                                                           | …                                                           |        |
| 1976/77                    | I. A trieda BFZ                 | 6      | 23                                                          | 10                                                          | 6                                                           | 7                                                           | 30                                                          | 26                                                          | +4                                                          | 28                                                          | 6.     |
| 1977/78                    | Divize E                        | 3      | 30                                                          | 9                                                           | 8                                                           | 13                                                          | 38                                                          | 39                                                          | −1                                                          | 26                                                          | 12.    |
| 1978/79                    | Divize – sk. Západ              | 3      | 22                                                          | 6                                                           | 5                                                           | 11                                                          | 20                                                          | 29                                                          | −9                                                          | 17                                                          | 10.    |
| 1979/80                    | Divize – sk. Západ              | 3      | 22                                                          | 3                                                           | 8                                                           | 11                                                          | 19                                                          | 34                                                          | −15                                                         | 14                                                          | 11.    |
| 1980/81                    | Krajský přebor – sk. Bratislava | 4      | 26                                                          | 9                                                           | 9                                                           | 8                                                           | 49                                                          | 43                                                          | +6                                                          | 27                                                          | 7.     |
| 1981/82                    | I. trieda BFZ                   | 5      | 25                                                          | 10                                                          | 5                                                           | 10                                                          | 33                                                          | 35                                                          | −2                                                          | 25                                                          | 9.     |
| 1982/83                    | I. trieda BFZ                   | 5      | 26                                                          | 15                                                          | 7                                                           | 4                                                           | 50                                                          | 25                                                          | +25                                                         | 37                                                          | 2.     |
| 1983/84                    | Divize – sk. Západ (Bratislava) | 4      | 26                                                          | 6                                                           | 10                                                          | 10                                                          | 30                                                          | 39                                                          | −9                                                          | 22                                                          | 12.    |
| …                          |                                 |        |                                                             |                                                             |                                                             |                                                             |                                                             |                                                             |                                                             |                                                             |        |
| 1986/87                    | I. trieda BFZ                   | 5      | 26                                                          | 16                                                          | 2                                                           | 8                                                           | 59                                                          | 33                                                          | +26                                                         | 34                                                          | 2.     |
| …                          |                                 |        |                                                             |                                                             |                                                             |                                                             |                                                             |                                                             |                                                             |                                                             |        |
| 1991/92                    | Divize – sk. Bratislava         | 4      | 26                                                          | 7                                                           | 8                                                           | 11                                                          | 34                                                          | 37                                                          | −3                                                          | 22                                                          | 8.     |
| 1992/93                    | Divize – sk. Bratislava         | 4      | 30                                                          | 1                                                           | 2                                                           | 27                                                          | 17                                                          | 132                                                         | −115                                                        | 4                                                           | 16.    |
| Slovensko (1993–2016)      |                                 |        |                                                             |                                                             |                                                             |                                                             |                                                             |                                                             |                                                             |                                                             |        |
| Sezóny                     | Liga                            | Úroveň | Z                                                           | V                                                           | R                                                           | P                                                           | VG                                                          | OG                                                          | +/−                                                         | B                                                           | Pozice |
| …                          |                                 |        |                                                             |                                                             |                                                             |                                                             |                                                             |                                                             |                                                             |                                                             |        |
| 1996/97                    | 4. liga BFZ – sk. A             | 4      | 25                                                          | 9                                                           | 1                                                           | 15                                                          | 39                                                          | 64                                                          | −25                                                         | 28                                                          | 11.    |
| 1997/98                    | 5. liga OFZ B-M                 | 5      | 26                                                          | 19                                                          | 1                                                           | 6                                                           | 65                                                          | 30                                                          | +35                                                         | 58                                                          | 1.     |
| 1998/99                    | 4. liga BFZ – sk. A             | 4      | …                                                           | …                                                           | …                                                           | …                                                           | …                                                           | …                                                           | …                                                           | …                                                           |        |
| 1999/00                    | 4. liga BFZ – sk. A             | 4      | 30                                                          | 16                                                          | 7                                                           | 7                                                           | 66                                                          | 37                                                          | +29                                                         | 55                                                          | 3.     |
| 2000/01                    | 4. liga BFZ – sk. A             | 4      | 30                                                          | 18                                                          | 1                                                           | 11                                                          | 83                                                          | 38                                                          | +45                                                         | 55                                                          | 4.     |
| 2001/02                    | 4. liga BFZ – sk. A             | 4      | 30                                                          | 23                                                          | 4                                                           | 3                                                           | 76                                                          | 14                                                          | +62                                                         | 73                                                          | 2.     |
| 2002/03                    | 3. liga – sk. Bratislava        | 3      | 30                                                          | 17                                                          | 7                                                           | 6                                                           | 55                                                          | 29                                                          | +26                                                         | 58                                                          | 4.     |
| 2003/04                    | 3. liga – sk. Bratislava        | 3      | 30                                                          | 17                                                          | 8                                                           | 5                                                           | 52                                                          | 24                                                          | +28                                                         | 59                                                          | 3.     |
| …                          |                                 |        |                                                             |                                                             |                                                             |                                                             |                                                             |                                                             |                                                             |                                                             |        |
| 2010/11                    | 3. liga BFZ                     | 4      | 26                                                          | 7                                                           | 5                                                           | 14                                                          | 27                                                          | 53                                                          | −26                                                         | 26                                                          | 13.    |
| 2011/12                    | Majstrovstvá regiónu BFZ        | 4      | 30                                                          | 9                                                           | 2                                                           | 19                                                          | 25                                                          | 51                                                          | −26                                                         | 29                                                          | 13.    |
| 2012/13                    | Majstrovstvá regiónu BFZ        | 4      | 30                                                          | 9                                                           | 3                                                           | 18                                                          | 31                                                          | 49                                                          | −18                                                         | 30                                                          | 12.    |
| 2013/14                    | Majstrovstvá regiónu BFZ        | 4      | 32                                                          | 7                                                           | 11                                                          | 14                                                          | 29                                                          | 40                                                          | −11                                                         | 32                                                          | 14.    |
| 2014/15                    | 4. liga BFZ – sk. A             | 4      | 24                                                          | 13                                                          | 7                                                           | 4                                                           | 38                                                          | 21                                                          | +17                                                         | 46                                                          | 3.     |
| 2015/16                    | 4. liga BFZ                     | 4      | Klub se odhlásil v průběhu sezóny, výsledky byly anulovány. | Klub se odhlásil v průběhu sezóny, výsledky byly anulovány. | Klub se odhlásil v průběhu sezóny, výsledky byly anulovány. | Klub se odhlásil v průběhu sezóny, výsledky byly anulovány. | Klub se odhlásil v průběhu sezóny, výsledky byly anulovány. | Klub se odhlásil v průběhu sezóny, výsledky byly anulovány. | Klub se odhlásil v průběhu sezóny, výsledky byly anulovány. | Klub se odhlásil v průběhu sezóny, výsledky byly anulovány. | 16.    |